# Médaille de Crimée (Royaume-Uni)
Pour les articles homonymes, voir Médaille de Crimée (homonymie).
La médaille de Crimée est une médaille commémorative britannique, décernée par la reine Victoria, aux officiers, sous-officiers, soldats et marins de tous grades ayant participé à la guerre de Crimée du 14 septembre 1854 au 8 septembre 1855.

## Genèse et création
La reine Victoria, avait fait connaitre son intention dès le 2 décembre 1854, de créer une médaille commémorative pour la guerre de Crimée. La médaille de Crimée est instituée le 29 janvier 1856. Pour les troupes britanniques le nom du récipiendaire était systématiquement gravé sur la tranche avec indications du grade et de l'unité d'appartenance. Les militaires français l'ont reçue sans attribution mais leurs noms, voire leurs unités d'appartenance, ont été parfois gravés sur la tranche à leur initiative personnelle ou celle de leur unité.

## Médaille et agrafes
La médaille en argent était décernée avec une ou plusieurs agrafes sur le ruban, en fonction de la participation du récipiendaire à telle ou telle bataille. Normalement nul ne pouvait porter plus de 4 agrafes. Il existe 5 agrafes britanniques officielles :
- Sébastopol,
- Alma,
- Inkermann,
- Balaklava,
- et l'agrafe  Azoff, réservée aux personnels de la marine, marins et fusiliers marins.

## Médaille décernée aux Français
La France ne possédait pas à cette date de médaille commémorative de campagne. Aussi, la médaille de Crimée britannique, fut-elle reconnue par le gouvernement français par décret du 26 avril 1856. Elle a été attribuée à tous les militaires français ayant participé à cette campagne, et son port autorisé. Le nom du récipiendaire peut être gravé sur la tranche, souvent avec indications du grade et unité d'appartenance.

## Agrafes françaises
Les militaires français firent réaliser des agrafes non-officielles. Il s'agit par ordre alphabétique des libellés :
- Kinburnn alias Kinbourn,
- Malakof alias Malakoff,
- Mamelon Vert,
- Mer d'Azoff,
- Ste Cécile, dont l'origine reste inexpliquée à ce jour, aucune bataille ni-même lieu-dit proche des zones de combats portant ce nom. Ste Cécile étant la patronne des musiciens, on pourrait-être tenté d'y voir une agrafe créée à l'initiative de musiciens militaires privés d'agrafe officielle.
- Tchernaïa et Traktir qui se rapportent toutes deux à la bataille de la Tchernaïa dite aussi bataille du Pont de Traktir, mais aussi aux nombreuses escarmouches qui ont eu lieu dans la vallée de la Tchernaïa.